# 2018년 전국장애인체육대회
제38회 전국장애인체육대회는 2018년 10월 25일부터 10월 29일까지 대한민국 전라북도에서 열렸다.

## 개요
- 대회명칭 : 제38회 전국장애인체육대회
- 개최기간 : 2018년 10월 25일 ~ 2018년 10월 29일
- 개최지 : 전라북도 (주개최지 : 익산시)
- 구호 : 비상하라 천년전북, 하나되라 대한민국
- 참가인원 : 8,500명 (선수 5,800명, 임원 및 관계자 2,700명)
- 종별 : 절단 및 기타장애, 시각장애, 지적장애, 청각장애, 뇌성마비
- 마스코트 : 서동과 선화

## 종목

### 정식종목
| - 양궁 - 육상 - 배드민턴 - 보치아 - 사이클 - 휠체어 펜싱 - 골볼 - 론볼 - 역도 - 유도 - 사격 - 축구 - 수영 | - 탁구 - 배구 - 농구 - 휠체어 테니스 - 휠체어 럭비 - 볼링 - 조정 - 골프 - 댄스스포츠 - 요트 - 당구 - 태권도 - 게이트볼 |

## 경기장
| 종목         | 소재지 | 경기장                      | 종별                                | 세부종목  | 비고 |
| ------------ | ------ | --------------------------- | ----------------------------------- | --------- | ---- |
| 골볼         | 전주시 | 전주비전대학교 문화체육관   | 시각장애                            |           |      |
| 농구         | 군산시 | 군산월명체육관              | 지적장애                            |           |      |
| 농구         | 군산시 | 군산대학교 체육관           | 지체장애                            |           |      |
| 당구         | 전주시 | 전주대학교 체육관           | 지체장애/청각장애                   |           |      |
| 론볼         | 익산시 | 익산 론볼 전용경기장        | 지체장애/뇌성마비                   |           |      |
| 휠체어럭비   | 전주시 | 전주화산체육관              | 지체장애                            |           |      |
| 배구         | 고창군 | 고창군립체육관              | 지체장애                            |           |      |
| 배드민턴     | 익산시 | 김동문배드민턴체육관        | 지체장애/지적장애/청각장애/뇌성마비 |           |      |
| 보치아       | 부안군 | 부안실내체육관              | 지체장애/뇌성마비                   |           |      |
| 볼링         | 익산시 | 남부탑볼링센터              | 전종별                              |           |      |
| 사격         | 임실군 | 전라북도종합사격장          | 지체장애                            |           |      |
| 사이클       | 전주시 | 전주자전거경륜장            | 전종별                              |           |      |
| 수영         | 전주시 | 완산수영장                  | 전종별                              |           |      |
| 양궁         | 임실군 | 전라북도양궁장              | 지체장애                            |           |      |
| 역도         | 김제시 | 김제실내체육관              | 전종별                              |           |      |
| 요트         | 부안군 | 부안요트경기장              | 지제장애                            |           |      |
| 유도         | 정읍시 | 정읍국민체육센터            | 시각장애/청각장애                   |           |      |
| 육상         | 익산시 | 익산종합운동장              | 전종별                              | 트랙/필드 |      |
| 육상         | 익산시 | 익산일원                    | 전종별                              | 마라톤    |      |
| 조정         | 군산시 | 금강하구언                  | 지체장애/시각장애/지적장애/뇌성마비 |           |      |
| 축구         | 익산시 | 금마축구공원 축구장         | 청각장애                            |           |      |
| 축구         | 익산시 | 배산체육공원 축구장         | 지적장애                            |           |      |
| 축구         | 익산시 | 수도산체육공원              | 시각장애                            |           |      |
| 축구         | 전주시 | 전주월드컵경기장 보조경기장 | 뇌성마비                            |           |      |
| 탁구         | 익산시 | 익산실내체육관              |                                     |           |      |
| 휠체어테니스 | 완주군 | 완주테니스장                | 지체장애                            |           |      |
| 파크골프     | 진안군 | 진안 파크골프장             | 지체장애/지적장애                   |           |      |
| 휠체어펜싱   | 익산시 | 원광대학교 문화체육관       | 지체장애                            |           |      |
| 태권도       | 무주군 | 무주 태권도원               | 전종별                              |           |      |
| 게이트볼     | 전주시 | 전주 게이트볼장             | 전종별                              |           |      |

## 최우수 선수상
최우수 선수상은 전국장애인체육대회 취재 기자단의 투표로 결정된다.
- 최우수 선수상(MVP) : 정사랑 (충청북도/수영) - 7/8등급 및 지체장애 등 6관왕